# Amunet
Amunet, Amonet ali Amaunet je bila prvobitna staroegipčanska boginja. Njeno ime pomeni skrita (z ženskim obrazilom). Bila je članica Ogdoade (Osmerice) in Amonova protiutež. Njegovo ime je pomenilo skrit (s moškim obrazilom). Takšni pari božanstev so bili značilnost verskih konceptov starih Egipčanov.
Najmanj od Dvanajste dinastije (okoli 1991-1803 pr. n. št.) jo je kot Amonova partnerica zamenjala boginja Mut, pomembna pa je ostala v tebanski regiji, kjer so častili boga Amona. Amunet je bila zaščitnica faraonov.
V Amonovem kultnem središču v Karnaku so bili za njen kult zadolženi svečeniki. Boginja je igrala pomembno vlogo tudi v kraljevih ceremonijalih, kot je bil Sedov fastival. Upodabljali so jo kot žensko z rdečo krono Spodnjega Egipta in steblom papirusa v roki.
V nekaterih poznih besedilih iz Karnaka je Amunet sinkretična z  boginjo Neit, čeprav je ostala posebna boginja vse do ptolemajskega obdobja (323-30 pr. n. št.).